# Hayakitsuhiko et Hayakitsuhime
Hayakitsuhiko et Hayakitsuhime sont des divinités apparues dans la mythologie japonaise. Dans le Kojiki, ils sont appelés Hayakitsuhiko-no-kami et Hayakitsuhime-no-kami, tandis que dans le Nihon Shoki, ils sont mentionnés comme Hayakitsuhi-no-mikoto. Le Kojiki les désigne également sous un autre nom, Minato-no-kami, qui signifie les dieux du port.

## Aperçu
Dans le Kojiki, les divinités sont nommées Hayakitsuhiko-no-kami et Hayakitsuhime-no-kami. Dans le Oharae no Kotoba (en) (« Grande Prière de Purification »), le nom utilisé est Hayakitsuhime. Dans un volume du Nihon Shoki, ils sont également connus sous le nom alternatif de Hayakitsuhi-no-mikoto.
Kamiumi, ils sont nés comme un couple mâle et femelle des divinités Izanagi et Izanami, Minato-no-kami étant un terme collectif pour eux. Dans le Nihon Shoki, ils sont désignés comme les dieux des portes d'eau sous le nom de Hayakitsuhi-no-mikoto.
Le Kojiki rapporte que les paires de divinités suivantes, toutes liées à l'eau, sont nées entre ces deux dieux :
- Ahanagi-no-kami (沫那藝神) et Ahanami-no-kami (沫那美神)
- Tsuranagi-no-kami (頬那藝神) et Tsuranami-no-kami (頬那美神)
- Ame-no-Mikumari-no-kami et Kuni-no-Mikumari-no-kami
- Ame-no-Kuhizamochi-no-kami (天之久比奢母智神) et Kuni-no-Kuhizamochi-no-kami (国之久比奢母智神)
De plus, la divinité principale du sanctuaire Hinomori (ja) de la ville d'Izumo, Kushiyatama-no-kami (ja), qui servait de kashiwade (serveur rituel) au palais construit pour Okuninushi lors de la pacification (en) d'Ashihara-no-nakatsukuni (la terre centrale des plaines de roseaux), est enregistrée comme petit-enfant des deux dieux Minato.
Le mot hayakitsu dans leurs noms est interprété comme désignant une personne d'une vigueur rapide et robuste à l'embouchure d'une rivière, haya signifiant « rapide », aki comme caractère emprunté pour « ouvert » et tsu interprété comme « port ».
Selon l'Oharae no Kotoba (en), les péchés et impuretés charriés par les rivières sont absorbés par Hayakitsuhime (瀬織津姫), une divinité. Elle est représentée dans cette prière comme régnant au milieu des marées tumultueuses des huit cents voies maritimes.

## Hayaakitsuhiko
Hayaakitsuhiko (速秋津日子神 – Jeune Homme de l'Embouchure Rapide) était le neuvième des dix kami créés après qu'Izanami et Izanagi eurent créé les îles octuples et les six îles suivantes, selon le Kojiki. Il est le kami des estuaires des rivières. Lui, avec sa propre sœur, donne naissance à huit kami. Ces derniers sont Aha Nagi, Awa Nami, Tsuranagi, Tsuranami, Amenomikumari, Kuninomikumari, Amenokuizamochi et Kuninokuizamochi,.
Le Nihongi ne nomme pas ce kami ni sa sœur, cependant, il les mentionne collectivement comme les kami des Bouches de la Rivière Hayaakitsumi. Il indique également qu'ils sont nés après le kami Yamatsumi,.

## Hayaakitsuhime
Hayaakitsuhime (速秋津比売神 – Dame de l'Embouchure Rapide) était la dernière des dix kami créées après qu'Izanami et Izanagi eurent créé les Huit Îles Pliées et les six îles subséquentes, selon le Kojiki. Elle est la kami des estuaires marins. Elle est invoquée dans l'Oharae no Kotoba (en) (Hymne 10), qui la décrit comme engloutissant les souillures aux courants croisés de la mer. Avec son propre frère, elle donne naissance à huit kami. Ceux-ci sont Aha Nagi, Awa Nami, Tsuranagi, Tsuranami, Amenomikumari, Kuninomikumari, Amenokuizamochi et Kuninokuizamochi,.
Le Nihongi ne nomme pas ce kami ni son frère, cependant, il les mentionne collectivement comme les kami des Bouches de la Rivière Hayaakitsumi. Il indique également qu'ils sont nés après le kami Yamatsumi,.